# Eptesicus floweri
Eptesicus floweri (de Winton, 1901) è un Pipistrello della famiglia dei Vespertilionidi endemico del Sudan e probabilmente anche dell'Africa occidentale.

## Descrizione

### Dimensioni
Pipistrello di piccole dimensioni, con la lunghezza totale tra 79 e 83 mm, la lunghezza dell'avambraccio tra 34 e 38 mm, la lunghezza della coda tra 34 e 36 mm, la lunghezza delle orecchie di 10 mm.

### Aspetto
Le parti dorsali variano dal fulvo-giallastro al bruno-ruggine chiaro, mentre le parti ventrali sono bruno-giallastre sulla gola e bianche sull'addome. Il muso è privo di peli e marrone scuro. Le orecchie sono marroni scure, relativamente corte, triangolari e con la punta arrotondata. Il trago è leggermente più corto della metà del padiglione auricolare, ha il bordo anteriore diritto, quello posteriore convesso con un lobo basale e più largo nella porzione centrale. Le membrane alari sono marroni chiare, con il bordo posteriore marcato di bianco. La coda è inclusa completamente nell'ampio uropatagio. Il calcar è carenato. Numerose escrescenze cornee sono presenti sull'avambraccio e sulla superficie dorsale anteriore dell'uropatagio.

## Biologia

### Comportamento
Si rifugia tra le fronde di Acacia molto vicino alle loro radici. L'attività predatoria inizia al tramonto, quando emerge dalla vegetazione e prende il volo, emettendo un caratteristico squittio, il quale viene prodotto continuamente.

### Alimentazione
Si nutre di insetti catturati vicino al terreno tra la densa vegetazione con manovre lente.

## Distribuzione e habitat
Questa specie è diffusa nel Sudan centrale e in Mauritania. Un individuo catturato a Timbuctù nel Mali potrebbe appartenere a questa specie o ad una forma molto simile.
Vive nelle savane alberate, nelle boscaglie e nelle praterie semi-desertiche con prevalenza di alberi di Acacia.

## Conservazione
La IUCN Red List, considerato il vasto areale, la tolleranza a diversi tipi di habitat e la popolazione presumibilmente numerosa, classifica E.floweri come specie a rischio minimo (Least Concern)).